# ドッグ・ソルジャー (1978年の映画)
ドッグ・ソルジャー (Who'll Stop the Rain) は、1978年に公開されたアメリカ合衆国の戦争映画。監督カレル・ライス。出演ニック・ノルティ、チューズデイ・ウェルド、マイケル・モリアーティ、アンソニー・ザーブ。配給ユナイテッド・アーティスツ。 製作ハーブ・ジャッフェ、ガブリエル・カツカ。製作総指揮シェルドン・シュレイジャー、ロジャー・スボティスウッド。脚本ジュディス・ラスコー、ロバート・ストーン。映画は1974年のストーンの小説ドッグ・ソルジャーを原作としている。作曲ローレンス・ローゼンタール。撮影リチャード・H・クライン。この映画は第31回カンヌ国際映画祭に出品された。

## あらすじ
1971年のベトナムにて、元軍人の従軍記者ジョンはアメリカに麻薬を密輸すべく、アメリカ政府機関職員チャーミアンを通じてヘロイン入手し、元戦友にしてベトナム/アメリカ間の物資輸送船の船員レイに運搬を依頼する。
2週間後、ヘロインを積んだ船がサンフランシスコ沖のオークランド軍港に上陸する。早速レイは、謝礼の残りを受け取るためにジョンの妻マージに連絡するも、彼女はそのことを全く知らなかった。
おかしいと思ったレイがマージの家に来たところを、ヘロイン目当ての2人組に襲わる。レイはマージとともにロサンゼルスからメキシコへ逃げのびる中で、ひかれあうようになった。
一方、帰国したジョンは、FBIの麻薬調査課長アンタイルら3人の拷問を受け、ヘロイン調査に協力するハメになる。マージはアンタイルらが夫を連れてきたことにパニックとなり、ヘロインを手にして隠れ家から出てくる。レイは2人を助けるべく発砲するが、重傷を負い、2人に再会を約束してその場にとどまる。翌朝、2人はレイの死体を見つける。

## キャスト
| 役名           | 俳優                     | 日本語吹替                                   |
| 役名           | 俳優                     | TBS版                                        |
| -------------- | ------------------------ | -------------------------------------------- |
| レイ・ヒックス | ニック・ノルティ         | 羽佐間道夫                                   |
| マージ         | チューズデイ・ウェルド   | 谷育子                                       |
| ジョン         | マイケル・モリアーティ   | 小川真司                                     |
| アンスタイル   | アンソニー・ザーブ       | 緑川稔                                       |
| ダンスキン     | リチャード・メイサー     | 玄田哲章                                     |
| スミティ       | レイ・シャーキー         | 水鳥鉄夫                                     |
| ベンダー       | デイヴィッド・オパトシュ | 大木民夫                                     |
| シャーミアン   | ゲイル・ストリックランド | 山田礼子                                     |
| 不明 その他    |                          | 平林尚三 遠藤由香里 飯塚昭三 巴菁子 大塚芳忠 |
|                |                          |                                              |
| 演出           | 演出                     | 小林守夫                                     |
| 翻訳           | 翻訳                     | 佐藤一公                                     |
| 効果           |                          |                                              |
| 調整           |                          |                                              |
| 制作           | 制作                     | 東北新社                                     |
| 解説           | 解説                     | 荻昌弘                                       |
| 初回放送       | 初回放送                 | 1982年5月3日 『月曜ロードショー』            |